# Tello van Trastámara
Tello van Trastámara (Sevilla, 1337-1370) was een Castiliaanse prins en een broer van koning Hendrik II van Castilië.

## Afkomst
Tello van Trastámara, ook Tello van Castilië genoemd, was het zevende kind uit de relatie van koning Alfons XI van Castilië met Leonor Núñez de Guzmán

## Loopbaan

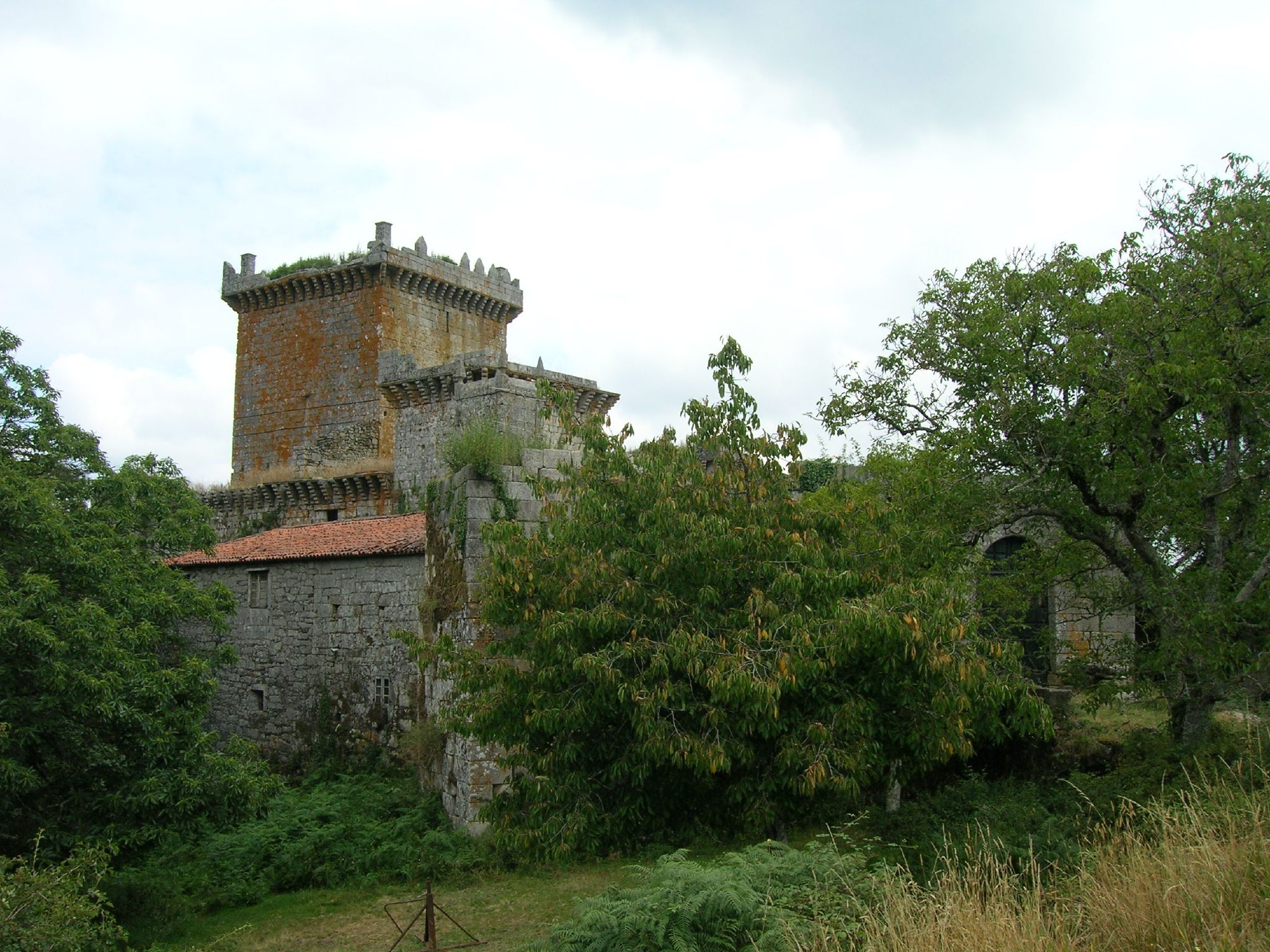
Het kasteel van Pambre in Galicië dat jarenlang een rol speelde in de strijd tussen Peter de Wrede en zijn halfbroers, waaronder Tello

Tello was de 1e heer van Aguilar de Campos, heer van Vizcaya, Castañeda en Lara.
Na de dood van zijn vader Alfons in 1350 maakten zowel zijn broer Hendrik als zijn halfbroer Peter aanspraak op de troon. Peter was de oudste zoon van Alfons uit diens eerste huwelijk en werd koning. 
Tello koos samen met zijn broer Fadrique de zijde van Hendrik, die het recht op de troon bleef opeisen.
In 1352 sloot Peter vrede met zijn halfbroers. Zij ontvingen in ruil hiervoor landgoederen, bezittingen en titels. Fadrique kreeg de titel van Meester in de Orde van Santiago en Tello werd Heer van Biskaje.
In 1353 droeg Peter zijn halfbroers op de grenzen met Portugal te bewaken, maar in plaats daarvan probeerden deze een bondgenootschap te sluiten met de koning van Portugal en met Juan Alonso de Alburquerque. Peter ontdekte de samenzwering en verving daarop Fadrique als Heer van Santiago voor Juan García de Villagera. Dit tegen de zin van de ridders van de Orde van Santiago. Vervolgens bood Peter Fadrique een belangrijke positie aan het hof van Castilië aan. Fadrique weigerde echter en trok naar Talavera de la Reina om daar zijn troepen te reorganiseren.
In hetzelfde jaar trouwde Tello met Juana de Lara, die in 1359 stierf. Dit huwelijk bleef kinderloos.
De halfbroers bleven tegen Peter strijden. Deze liet in 1358 zijn halfbroer Fadrique vermoorden. Peter had Tello hetzelfde lot toebedacht maar deze wist te ontsnappen. Ook de jongere broer van Tello, Johan Alfons, liet Peter in 1359 vermoorden.
Nadat Hendrik zijn broer Peter in 1369 om het leven had gebracht en koning van Castilië was geworden schonk hij Biskaje opnieuw aan Tello. Deze stierf echter al in 1370, waarna dit deel van Baskenland toeviel aan de zoon van Hendrik, de toekomstige koning Johan I van Castilië.
Tello werd begraven in de kerk van San Francisco in Palencia.

## Nageslacht
Een buitenechtelijk kind met een onbekende maîtresse:
- Juan Téllez de Castilla

Een buitenechtelijk kind met doña De Butrón:
- Alfonso Téllez de Castilla

Twee buitenechtelijke kinderen met een onbekende maîtresse:
- Pedro Enríquez de Castilla

Twee buitenechtelijke kinderen met Elvira Martínez de Lezcano:
- Leonor Téllez de Castilla
- Constanza Téllez de Castilla

Een buitenechtelijk kind met een onbekende maîtresse:
- María Téllez de Castilla

Twee buitenechtelijke kinderen met Juana García de Villandrado: 
- Isabel Téllez de Castilla.
- Elvira Téllez de Castilla

Een buitenechtelijk kind met Catalina de Calera:
- Juana Téllez de Castilla.

## Voorouders
| Voorouders van Tello van Trastámara | Voorouders van Tello van Trastámara                                        | Voorouders van Tello van Trastámara                                        | Voorouders van Tello van Trastámara                                        | Voorouders van Tello van Trastámara                                        | Voorouders van Tello van Trastámara                                     | Voorouders van Tello van Trastámara                                     | Voorouders van Tello van Trastámara                                     | Voorouders van Tello van Trastámara                                     |
| ----------------------------------- | -------------------------------------------------------------------------- | -------------------------------------------------------------------------- | -------------------------------------------------------------------------- | -------------------------------------------------------------------------- | ----------------------------------------------------------------------- | ----------------------------------------------------------------------- | ----------------------------------------------------------------------- | ----------------------------------------------------------------------- |
| Overgrootouders                     | Sancho IV of Castilië (1258-1295) ∞ Maria van Molina (1265-1321)           | Sancho IV of Castilië (1258-1295) ∞ Maria van Molina (1265-1321)           | Dionysius van Portugal (1261-1325) ∞ Elisabeth van Aragón (1271-1336)      | Dionysius van Portugal (1261-1325) ∞ Elisabeth van Aragón (1271-1336)      | Alvar Perez de Guzman (-) ∞ Maria González Girón (-)                    | Alvar Perez de Guzman (-) ∞ Maria González Girón (-)                    | Fernan Perez Ponce de León (–1291) ∞ Urraca Gutiérrez de Meneses (–)    | Fernan Perez Ponce de León (–1291) ∞ Urraca Gutiérrez de Meneses (–)    |
| Grootouders                         | Ferdinand IV van Castilië (1285-1312) ∞ Constance van Portugal (1290–1313) | Ferdinand IV van Castilië (1285-1312) ∞ Constance van Portugal (1290–1313) | Ferdinand IV van Castilië (1285-1312) ∞ Constance van Portugal (1290–1313) | Ferdinand IV van Castilië (1285-1312) ∞ Constance van Portugal (1290–1313) | Pedro Núñez de Guzmán (-) ∞ Beatriz Ponce de León (-)                   | Pedro Núñez de Guzmán (-) ∞ Beatriz Ponce de León (-)                   | Pedro Núñez de Guzmán (-) ∞ Beatriz Ponce de León (-)                   | Pedro Núñez de Guzmán (-) ∞ Beatriz Ponce de León (-)                   |
| Ouders                              | Alfons XI van Castilië (1311-1350) ∞ Leonor Núñez de Guzmán (1310–1351)    | Alfons XI van Castilië (1311-1350) ∞ Leonor Núñez de Guzmán (1310–1351)    | Alfons XI van Castilië (1311-1350) ∞ Leonor Núñez de Guzmán (1310–1351)    | Alfons XI van Castilië (1311-1350) ∞ Leonor Núñez de Guzmán (1310–1351)    | Alfons XI van Castilië (1311-1350) ∞ Leonor Núñez de Guzmán (1310–1351) | Alfons XI van Castilië (1311-1350) ∞ Leonor Núñez de Guzmán (1310–1351) | Alfons XI van Castilië (1311-1350) ∞ Leonor Núñez de Guzmán (1310–1351) | Alfons XI van Castilië (1311-1350) ∞ Leonor Núñez de Guzmán (1310–1351) |
| Tello van Trastámara (1337-1370)    |                                                                            |                                                                            |                                                                            |                                                                            |                                                                         |                                                                         |                                                                         |                                                                         |